# William Wilson (Poe)

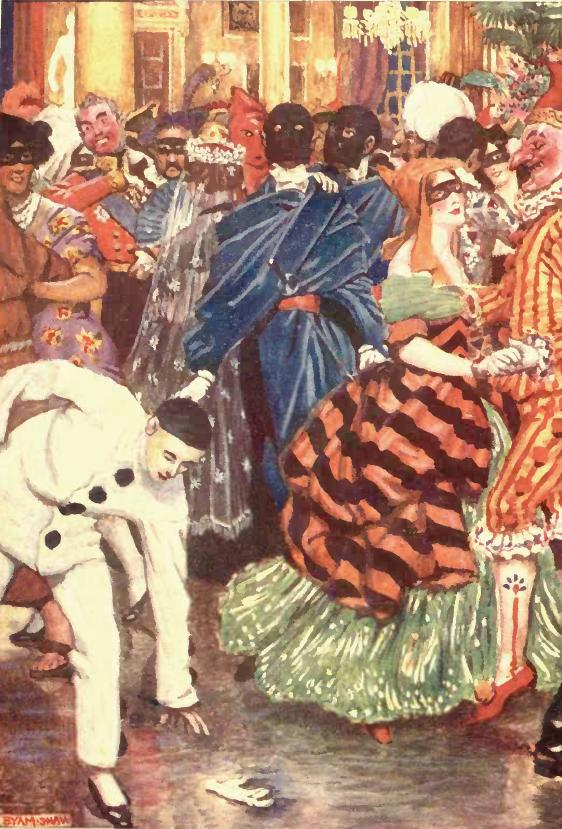
William Wilson, Illustration von Byam Shaw für eine britische Ausgabe von 1909

William Wilson ist eine stark autobiografisch gefärbte Erzählung Edgar Allan Poes aus dem Jahr 1839, die das literarische Motiv des Doppelgängers benutzt, um den Widerspruch zwischen tatsächlichem Handeln und Gewissen zu dramatisieren.

## Inhalt
Der Erzähler stellt sich vor und erklärt, dass er sich den Namen William Wilson nur zugelegt habe, weil sein wirklicher Name allzu sehr mit Untaten besudelt sei. Er erklärt offen, dass er diesen Bericht schreibt, um verständlich zu machen, warum er ein Bösewicht wurde, „schlimmer als Heliogabal“. Die Erzählung beginnt mit der liebenswürdigen Beschreibung der Jahre, die Wilson an einer Schule in England verbrachte. Das verwinkelte elisabethanische Gebäude, die strengen Rituale und der Rektor Bransby werden als Bestandteile einer Schulidylle geschildert, die einen Bruch nur bekommt, weil es dort einen zweiten William Wilson gibt, der dem Erzähler in Aussehen, Haltung und Kleidung völlig gleicht, der sogar noch bestrebt ist, ihn in all diesen Punkten möglichst detailgetreu nachzuahmen; der am selben Tag wie der Erzähler in die Schule eingetreten ist und auch den Geburtstag mit ihm teilt, ohne jedoch im geringsten mit ihm verwandt zu sein.
Dieser zweite William Wilson widersetzt sich dem Erzähler bei jeder Gelegenheit, aber da der Erzähler zum Laster, zum Bösen neigt, muss er zugeben, dass es gut gewesen wäre, wenn er den Vor- und Ratschlägen seines Doppelgängers häufiger gefolgt wäre. Dieser unterscheidet sich von ihm abgesehen von seiner höheren Sittlichkeit nur in einem Punkt: Er kann nicht laut sprechen, sondern nur flüstern. Die ambivalenten Gefühle des Erzählers für sein Alter Ego – manchmal möchte er fast sein Freund sein, dann wieder empfindet er heftigen Hass – verstärken sich schließlich in negativer Richtung. Eines Nachts schleicht er ans Bett seines Doppelgängers, um einen boshaften Anschlag auf ihn zu verüben. Aber das erneute Gewahrwerden seiner extremen Ähnlichkeit lässt Wilson zurückschrecken, ja, er verlässt daraufhin die Schule des Rektor Bransby und wechselt auf das College von Eton, wo er drei tolle Jahre verbummelt und verprasst.
Aber auch dort sucht sein Doppelgänger ihn auf und flüstert ihm den gemeinsamen Namen mit einem Ton des Vorwurfs ins Ohr, der den betrunkenen Erzähler ernüchtert und trifft wie ein elektrischer Schlag. Er forscht nach und erfährt, dass der zweite William Wilson die Schule von Rektor Bransby auf Grund eines Familienereignisses am gleichen Tag verlassen hat wie der Erzähler. Dieser wechselt auf die Universität Oxford. Dort nimmt seine Liederlichkeit kriminelle Ausmaße an. Er beginnt trotz seiner üppigen Ausstattung mit Geld durch die großzügigen Eltern falschzuspielen. Als er gerade einen vermögenden Kommilitonen ausgenommen hat, taucht sein Doppelgänger auf und enthüllt, dass er mit gezinkten Karten gespielt hat. Der Erzähler flieht vor dem ihn verfolgenden Ruf der Ehrlosigkeit auf den Kontinent. Im Karneval von Rom stellt er der wunderschönen jungen Gattin des Herzogs von Broglio nach – und wird gestört von dem verhassten Doppelgänger, der dieselbe Maske, dasselbe Rapier trägt wie er. Der Erzähler zerrt ihn in einen Nebenraum und versetzt ihm einen tödlichen Stich. Doch wird er dabei abgelenkt; als er wieder hinschaut, steht dort ein Spiegel, in dem er sich selbst sieht, und aus dem Spiegel spricht nun sein Doppelgänger zu ihm:
Es war Wilson; aber seine Sprache war kein Flüstern mehr, und ich hätte mir einbilden können, ich selber sei es, der da sagte: „Du hast gesiegt, und ich unterliege. Dennoch, von nun an bist auch du tot – tot für die Welt, den Himmel und die Hoffnung! In mir lebtest du – und nun ich sterbe, sieh hier im Bilde, das dein eigenes ist, wie du dich selbst ermordet hast.“

## Deutung
Bransby hieß auch der Leiter der Schule Manor House im englischen Stoke Newington, die Poe von seinem 7. bis 11. Lebensjahr besuchte. Es dürfte dieser Schulaufenthalt in England sein, der ihm das Material für den beschaulichen Anfang der Erzählung lieferte. Die beiden WW sind am 19. Januar 1813 geboren; Poe macht sie also exakt vier Jahre jünger, als er selbst war. Wer oder was sich in dem zweiten WW verkörpert, wird von Poe fast überdeutlich gemacht: Es ist die flüsternde Stimme des Gewissens. Poe, der sich hier deutlicher als sonst in der Erzählerfigur verbirgt, dürfte oft bereut haben, dass er durch Leichtsinn und Trunksucht während seines Aufenthaltes an der Universität von Virginia das Wohlwollen seines reichen Ziehvaters John Allen endgültig verspielt, dass er nicht williger auf das Flüstern seines Doppelgängers gehört hat:
Ich muss ferner gestehen, dass zumindest sein sittliches Fühlen, wenn auch nicht seine allgemeine Begabung, weit stärker war als das meine und dass ich heute wohl ein besserer und darum glücklicherer Mensch sein könnte, hätte ich die Ratschläge, die sein bedeutsames Flüstern andeutete, weniger oft zurückgewiesen.
Der Erzähler bezichtigt sich in starken Worten ungeheuerlicher Verbrechen – er spricht von seiner Schmach, nennt sich den outcast of all outcasts, vergleicht sein Handeln mit den enormities eines Heliogabal, vergleicht seine Verschwendung mit derjenigen von Herodes (I out-Heroded Herod). Betrachtet man jedoch, was er wirklich tat, so ist das vergleichsweise geringfügig und könnte einem Studenten gut verziehen werden – sein größtes Delikt ist das Falschspiel. Durch das Duell scheint ein Austausch stattgefunden zu haben – das fast lächerlich überempfindliche Gewissen des zweiten WW ist in den ersten umgezogen.
Der römische Herzog von Broglio ist eine Reminiszenz an Poes einzigen Versuch, ein Stück für die Bühne zu schreiben. In dem Theaterstück Politian begegnet der Titelheld der gedemütigten Ehefrau
des Herzogs und fordert diesen zu einem entscheidenden Duell.

## Verfilmungen
- Außergewöhnliche Geschichten (Spirits of the Dead), Episodenfilm (1968): Episode William Wilson von Louis Malle mit Alain Delon als Titelheld und Brigitte Bardot als Giuseppina
- The Broken von Sean Ellis (2008): Die freie Interpretation von William Wilson beginnt mit den letzten Zeilen der Erzählung: “You have conquered, and I yield. Yet, henceforward art thou also dead – dead to the World, to Heaven, and to Hope! In me didst thou exist – and, in my death, see by this image, which is thine own, how utterly thou hast murdered thyself.”

## Rezeption
- Im Zyklus Der Dunkle Turm von Stephen King gibt es einen Amerikaner mit auffallend leiser Stimme mit Namen William Wilson. Die Anspielung auf Poes William Wilson – im Sinne einer hommage – ist unübersehbar.
- In dem Roman Stadt aus Glas (Erster Teil der New-York-Trilogie) von Paul Auster legt sich die Hauptperson das Pseudonym William Wilson zu und veröffentlicht unter diesem seine Bücher.
- In Andrew Taylors Roman Der Schlaf der Toten geht es um zwei Jungen, die einander auffallend ähnlich sehen, ohne dass sie miteinander verwandt sind. Zudem heißt der eine in Anlehnung an Edgar Allan Poe „Edgar Allen“.